# 子耳
子耳（？—前563年），姬姓，名辄，字子耳，又称公孙辄，是公子去疾的儿子，郑穆公的孙子，郑国司空。
前565年冬季，楚国的令尹子囊进攻郑国，报复郑国入侵蔡国。子驷、子国、子耳希望顺从楚国，子孔、子蟜、子展则希望等待晋国援救，最后听从了子驷的意见，与楚国讲和。
前564年十月，晋国进攻郑国，郑国人害怕，就派人求和。郑国的六卿子驷、子国、子孔、子耳、子蟜、子展以及郑国的大夫、卿的嫡子，都跟随郑简公参与结盟。
前563年六月，楚国的子囊、郑国的子耳进攻宋国，军队驻扎在訾毋。十四日，包围宋国，攻打桐门。秋季七月，楚国的子囊、郑国的子耳联军入侵鲁国西部边境。回国时，又包围萧地。八月十一日，攻克萧地。九月，子耳入侵宋国北部边境。孟献子说：“郑国恐怕有灾祸吧！军队争战太过分了。周天子还经不起经常用兵，何况郑国呢？有灾祸，恐怕会在执政的三位大夫身上吧！”
当时子驷当国、子国为司马、子耳为司空。冬季的十月十四日，尉止、司臣、侯晋、堵女父、子师仆率领叛乱分子进入郑国首都，当日早晨在西宫的朝廷上杀死了杀死了当国子驷、司马子国、司空子耳，将郑简公劫持到了北宫。